# Bocet vesel
Bocet vesel este un film de comedie românesc din 1984 regizat de Mircea Moldovan, după un scenariu inspirat din piesa de teatru Bocet vesel pentru un fir de praf rătăcitor (Vidám sirató egy bolyongó porszemért, 1977) a lui András Sütő. Rolurile principale au fost interpretate de actorii Aristide Teică, Alexandru Lungu, Florina Cercel și Dem Rădulescu.

## Rezumat
Un țăran vrednic, tată a cinci fete, candidează la șefia unui C.A.P., dar un vecin bețiv, amator doar de rachiul lui, îi face campanie proastă. Apoi întâlnește un predicator care îi da sfaturi proaste. Și, în cele din urmă, o farsă a sătenilor este de natură să îl gonească pe predicator, iar lucrurile intră în normal în familia țăranului-candidat. În tot acest timp, țăranul este sprijinit (așa cum se pricepe ea) de o vădană pe care o iubește.

## Distribuție
Distribuția filmului este alcătuită din:
- Aristide Teică — predicatorul unei secte religioase, un om afemeiat și mincinos care fusese izgonit din Deva pentru comportare desfrânată
- Alexandru Lungu — Károly Fügedes, un țăran văduv cu abilități de inventator, tatăl a cinci fete (Lenke, Magda, Tereza,  Marika și Ilonka)
- Florina Cercel — tușa Emma, vădana satului, fosta amantă a predicatorului
- Dem Rădulescu — Isailă, poștașul bețiv al satului
- Tamara Buciuceanu-Botez — Minerva, soția poștașului
- Tania Filip — Lenke, fata cea mai mare a lui Fügedes
- Simona Potra — fiica lui Fügedes
- Cătălina Ionescu — fiica lui Fügedes
- Carmen Neagu — fiica lui Fügedes
- Ruxandra Verona — fiica lui Fügedes
- Nicolae Manolache — Mihai, fiul președintelui C.A.P.-ului, iubitul lui Lenke
- Stelian Stancu — primarul comunei
- Mircea Cosma — delegatul Comitetului Județean al PCR
- Paul Lavric — Géza, vecinul poștașului
- Cristian Ștefănescu — un tânăr din echipa de teatru a comunei care-i interpretează pe Păcală și Tândală
- Geta Grapă
- Teofil Căliman
- Mihaela Nestorescu
- Vintilă Crișan Ginuc
- Constantin Bîrliba
- Tamara Popescu
- Radu Menelas
- Aurel Popescu
- Nicolae Fuciu
- Nicolae Dide — un tânăr din echipa de teatru a comunei
- Ioan Pitaru
- Ion Ropciuc
- Dumitru Dumitrescu
- Maria Constantinescu
- Gheorghe Badea
- Nicolae Preda

## Producție

### Scenariu
Scenariul filmului este inspirat din piesa de teatru Bocet vesel pentru un fir de praf rătăcitor (Vidám sirató egy bolyongó porszemért, 1977) a lui András Sütő și a fost scris chiar de dramaturg, în colaborare cu regizorul Mircea Moldovan. Această piesă în două acte a fost creată pentru concursul dramatic organizat în 1976 de revista mureșeană Igaz Szó prin refacerea și combinarea a două dintre piesele anterioare într-un act ale autorului: Fügedes a paradicsomban (1965) și Fügedes a pokolban, avagy Sáronnak nárcisza (1975). Ea a fost tipărită în anul 1977 și a început să fie jucată aproape imediat pe scenele teatrale maghiare din România și apoi, din 1980, pe scenele teatrale românești. Acțiunea piesei de teatru are loc, la fel ca în scrierile anterioare ale lui Sütő, într-un sat din Câmpia Transilvaniei (în maghiară Mezőség), care se încadrează într-un „metapeisaj” transilvănean.
Comedia lui Sütő este inspirată de povestirile Decameronului și ironizează cultele neoprotestante (îndeosebi pe adventiștii de ziua a șaptea), care îi atrăgeau pe cetățenii dezorientați într-un mod similar cu cel în care comuniștii îi ademeniseră pe țărani să se înscrie în gospodăriile colective. Cultele neoprotestante deveniseră în acei ani subiectul predilect de acțiune al autorităților comuniste. Sütő era cunoscut pentru atitudinea sa anticlericală și a satirizat adesea cultele religioase și pe slujbașii lor. Piesa are o complexitate multistratificată și se caracterizează prin critică socială și umor de limbaj. Personajul principal este un predicator ipocrit care pretinde a fi credincios, dar râvnește să profite cât mai mult de bucuriile pământești. În acest scop, el îi convinge pe noii prozeliți precum Károly Fügedes, tatăl a cinci copii, să se separe atât de biserica maghiară tradițională, cât și de Partidul Comunist, atrăgând astfel împotrivirea atât a maghiarilor, cât și a românilor.
La începutul anilor 1980 regizorul-coscenarist Mircea Moldovan a pus în scenă un spectacol cu piesa Bocet vesel pentru un fir de praf rătăcitor la Teatrul Municipal din Turda, care, potrivit mărturisirii făcute într-un interviu publicat în aprilie 1984, a câștigat un premiu la Festivalul Național „Cîntarea României”. Piesa a atras atenția dramaturgului și producătorului de film Dumitru Solomon, care i-a comandat autorului András Sütő un scenariu. Moldovan a discutat de mai multe ori cu Sütő pe această temă și i-a prezentat ideile pe care le avea pentru ecranizarea piesei. Scenariul scris de Sütő a fost tradus în limba română de criticul teatral Zeno Fodor și a fost modificat ulterior de Moldovan pe baza ideilor sale. Una dintre schimbările introduse de Moldovan a fost justificarea convertirii lui Fügedes prin supărarea cauzată de nealegerea sa ca președinte al cooperativei. Sütő a negat ulterior paternitatea sa asupra unor elemente ale scenariului final și a susținut că nu a participat la realizarea filmului. Mircea Moldovan a propus în anul 1982 realizarea acestui film Casei de Filme Trei, care l-a înscris în planul de producție al anilor 1983–1984.

### Filmări
Filmările au avut loc în anul 1983 și au fost realizate de directorul de imagine Liviu Pojoni, sub îndrumarea regizorului Mircea Moldovan. Rolurile principale au fost distribuite actorilor români Aristide Teică (Predicatorul) și Alexandru Lungu (Fügedes), fără ca, de această dată, să mai fie cooptați actori maghiari în distribuție. Muzica filmului a fost compusă de Tiberiu Olah. Durata filmului este de 82 de minute.
Ca urmare a faptului că umorul lingvistic al piesei s-a pierdut în mare parte prin traducerea în limba română, Moldovan a fost nevoit să refacă povestea: a creat o intrigă suplimentară (dorința lui Fügedes de a deveni președinte al C.A.P.-ului), care a scos-o din mediul tradițional atemporal și a adus-o în mediul contemporan, și a introdus elemente carnavalești precum jocul cântăreților mascați de la începutul filmului. Furia lui Fügedes că nu a fost ales președinte al C.A.P.-ului devine cauza convertirii religioase. Au fost introduse, de asemenea, elemente burlești noi de umplutură, precum scenele cu Dem Rădulescu și Tamara Buciuceanu, care aveau un dublu rol: extinderea duratei filmului și atragerea mai multor spectatori în sălile de cinema. Moldovan complică astfel acțiunea și creează contraste chiar mai pregnante față de piesa de inspirație: înșelăciunile predicatorului se înmulțesc, iar principala sa susținătoare, tușa Emma, devine o materialistă care trăiește în același timp cu doi bărbați.

## Lansare
Filmul Bocet vesel a fost lansat la 6 februarie 1984 în cinematografele din România, fiind vizionat de 1.542.625 de spectatori, după cum atestă o situație a numărului de spectatori înregistrat de filmele românești de la data premierei și până la data de 31 decembrie 2014 alcătuită de Centrul Național al Cinematografiei.

## Receptare critică
Bocet vesel a avut parte de recenzii critice parțial nefavorabile, care au scos în evidență superficialitatea ecranizării reflectată prin pierderea semnificativă a profunzimii filozofice a piesei de teatru și a reprezentării metaforice a personajelor. Astfel, criticul Ioana Creangă, care cunoaște bine comedia originală, constată următoarele: „În lung-metrajul Bocet vesel, mutațiile ținînd de specificitatea limbajului vizual sînt minime; dar prin fireasca reducere a dialogurilor se diminuează relieful metaforic, existent în structurile frazei lui András […]. Redesenarea — diferită față de piesă — a unor destine, «îmbogățirea» biografiilor sau răsturnarea unor situații nu clarifică discursul filmic, ci îl debilizează. […] Stînjenitoare inconsecvențe tarează reacțiile mărunte ale eroilor […]. Greu credibilă rămîne, de altfel, evoluția personajelor nu numai în cadrul anumitor episoade, trudnic înlănțuite temporal, ci în desfășurarea întregii acțiuni.”. O opinie similară a formulat-o criticul teatral maghiar Zeno Fodor, traducătorul scenariului în limba română, într-un articol publicat în ziarul regional Steaua Roșie: „[…] filmul mi se pare a fi o citire destul de superficială a operei lui Sütő, pierzîndu-se semnificațiile filozofice ale operei, profunzimea și complexitatea psihologică a personajelor”.
Într-o cronică publicată în revista Contemporanul, istoricul de film Călin Căliman concluziona că „regizorul Mircea Moldovan […] nu cred că a găsit «cheia» cinematografică a acestui Bocet vesel. […] Rămînem cu cîte o replică de tipul «păcat nu-i ceea ce ne intră în gură, ci ceea ce ne iese», și ne gîndim dincolo de film, la vîna puternică de gravă autenticitate și ironică înțelepciune a dramaturgiei lui Sütő”. Nici presa maghiară din județul Mureș nu s-a arătat entuziasmată de film: „[…] per total, nu pot spune lucruri prea bune despre actori, că interpretează cu forță suficientă partitura Sütő-Moldovan... Ce ratare, gustul din gura mea este amar. […] Experiența îndelungată confirmă că ceea ce a fost scris pentru scenă aparține scenei: transferul este aproape întotdeauna o activitate riscantă.”
Aproape patruzeci de ani mai târziu, regizorul maghiaro-român Nándor Jakab-Benke scria într-o analiză a ecranizărilor românești ale operei lui András Sütő că regizorul Moldovan a păstrat fără rost numele maghiare ale personajelor din piesă, căci „nu există nimic în film care să indice natura «maghiară» a operei de inspirație”. Filmul este mediocru, în opinia lui Jakab-Benke, din cauza superficialității regizării, a interpretărilor caricaturale (Aristide Teică joacă „exagerat, teatral și teribil de grotesc”, iar Alexandru Lungu are, de asemenea, o atitudine exagerată și strigă mereu), a imaginii simpliste a lui Liviu Pojoni și a muzicii neinspirate (cu excepția cântecului popular) a lui Tiberiu Olah. Concluzia autorului este că Bocet vesel este cea mai proastă dintre cele patru ecranizări românești ale unei opere literare a lui Sütő, ca urmare a faptului că a fost realizată într-o epocă politică restrictivă, marcată de lipsuri economice majore.